# Euproctis incomta
Euproctis incomta är en fjärilsart som beskrevs av Pieter Cornelius Tobias Snellen 1877. Euproctis incomta ingår i släktet Euproctis och familjen tofsspinnare. Inga underarter finns listade i Catalogue of Life.